# Heurystyka (zarządzanie)
Heurystyka (gr. heurisko „odkrywam, znajduję”) – nauka o dokonywaniu odkryć, zajmująca się badaniem praw, które rządzą myśleniem twórczym, oraz formowaniem metod ułatwiających i systematyzujących tego rodzaju działania.
Heurystyka proponuje metody, które pomagają rozwiązać problem w warunkach niedostatecznej informacji i zrekompensować jej brak intuicją oraz wyobraźnią. Celem większości z nich jest rozwiązanie problemu lub przynajmniej zebranie idei prowadzących do jego rozwiązania oraz rozbudzanie fantazji, wyobraźni i kreatywności ludzi.
Wyższa jakość uzyskiwanych rozwiązań oraz krótszy czas potrzebny na jego osiągnięcie to wynik pracy zespołowej, która stanowi podstawowe założenie znacznej większości metod heurystycznych. Kreatywność zbiorowa ma wiele zalet, w tym:
- wysoką efektywność w zakresie rozwiązywania złożonych problemów,
- nieograniczoną komunikację i większe możliwości opracowywania rozwiązań,
- wyższy stopień tolerancji ryzyka w związku ze zwiększeniem szans na rozwiązanie problemu[1].

Koncepcja „twórczego ścierania się” G. Hirshberga, zgodnie z którą nad projektem powinny pracować pary projektantów różniących się podejściem zawodowym, stylem pracy, doświadczeniem, wiedzą itp., zakłada, że takie zderzenia są źródłem twórczych napięć, a wszelkie nowe pomysły będą przeanalizowane przez drugą stronę i zrównoważone odmienną ideą. Interakcje pomiędzy ludźmi o różnych specjalizacjach, wnoszenie odmiennych spojrzeń i kompetencji zwiększa szansę na znalezienie nowatorskich rozwiązań.
Heurystyka powiązana jest ściśle z tzw. myśleniem lateralnym (ang. lateral thinking), oznaczającym „sposób myślenia twórczego poszukujący rozwiązań trudnych problemów metodami nieortodoksyjnymi albo za pomocą elementów normalnie pomijanych przez logikę tradycyjną”.
Do najpopularniejszych metod heurystycznych zaliczyć można:
- burzę mózgów,
- synektykę Williama Gordona,
- listy kontrolne,
- listy atrybutów,
- skrzynki na propozycje.